# Achenpass
Achenpass är ett bergspass på gränsen mellan Österrike och Tyskland. Det ligger 847 meter över havet i den västra delen av landet, 400 kilometer väster om den österrikiska huvudstaden Wien.
Terrängen runt Achenpass är bergig men själva passet ligger nere i en dal. Runt passet är det ganska glesbefolkat, med 42 invånare per kvadratkilometer.. Närmaste större samhälle är Achenkirch, 8,3 kilometer sydost om Achenpass. 
I omgivningarna runt Achenpass växer i huvudsak blandskog.